# فینال جام حذفی فوتبال ایتالیا ۱۹۹۹
فینال جام حذفی فوتبال ایتالیا ۱۹۹۹ پنجاه و دومین فصل از رقابت‌های کوپا ایتالیا بود. این مسابقه بین پارما و فیورنتینا برگزار شد. در نهایت این باشگاه فوتبال پارما بود که بر اساس قانون گل زده در خانه حریف برای دومین بار قهرمان کوپا ایتالیا شد.